# Polittico di sant'Antonio abate, angeli e santi
Il polittico di sant'Antonio abate, angeli e santi è un dipinto olio su tavola di Andrea Previtali conservato presso l'Accademia Carrara a Bergamo eseguito tra il 1513 e il 1520.

## Storia
Andrea Previtali bergamasco di nascita,originario della val Brembana, ma cresciuto a Venezia dove la famiglia commerciava in corde e aghi, aveva appreso l'arte della pittura nella bottega di Giovanni Bellini dove aveva potuto studiare le opere dei migliori artisti presenti nella città lagunare. Tornato a Bergamo nel 1511, invitato forse dai Casotti de Mazzoleni, incontrò una forma artistica molto diversa, l'arte lombarda del XV secolo del Bergognone e del Boselli e dei Marinoni, e subito si adeguò alle esigenze delle nuove committenze tradizionaliste.
Il polittico fu originariamente commissionato per la chiesa di Sant'Antonio Abate di Berbenno per essere poi lasciato molto tempo in deposito nella sacrestia dopo la ricostruzione nella chiesa in stile barocco nel XVIII secolo, venendo poi donato alla pinacoteca orobica nel 1880 da don Luigi Mapelli.

## Descrizione
Il polittico è di grandi dimensioni, composto da otto scomparti divisi su due livelli non della medesima misura. Centrale in uno spazio centinato seduto sopra un trono non ben identificato vi è l'anziano Antonio abate raffigurato con gli abiti vescovili, con gli attributi che lo identificano. Il vescovo sopra l'abito talare bianco è avvolto in un mantello rosso pallido. La destra è benedicente, mentre la sinistra regge il pastorale dove son legati due campanelli; ai suoi piedi un angelo e un maialino, anche questo simbolo che lo identifica.
Nei due scomparti laterali inferiori vi sono raffigurati san Quirino e san Lorenzo.
Nei due scomparti superiori vi sono raffigurati san Pietro con le chiavi e san Paolo che impugna la spada del martirio. Nei due medaglioni laterali vi sono san Rocco e san Francesco d'Assisi. La cimasa è la raffigurazione di Cristo morto sorretto dalla Madonna e da san Giovanni evangelista, questa parte ha alcuni contatti con il polittico di Santo Stefano del Bergognone, i due artisti lavorarono a fianco nei primi anni in terra bergamasca del Previtali per la chiesa di Santo Spirito, e riprende moduli belliniani. I tre personaggi posti davanti a un davanzale pare che siano schiacciati dal soffitto a cassonetti non pongono novità all'osservatore ma sono posti come attori per chi ben conosce il sacro mistero della morte e resurrezione.
Il polittico ha la composizione che era ancora richiesta nelle chiese anche se ormai era superata, con l'avvento del rinascimento veneziano, che vedeva grandi opere e lentamente questa forma artistica andò morendo. Il Previtali aveva già eseguito il polittico di san Sigismondo e tra gli ultimi suoi lavoro il polittico di Santo Spirito per la chiesa omonima eseguito con l'allievo Agostino Facheris nel 1525.
Il polittico è smembrato nei diversi comparti e non viene esposto nella pinacoteca.